# 基列馬雷區

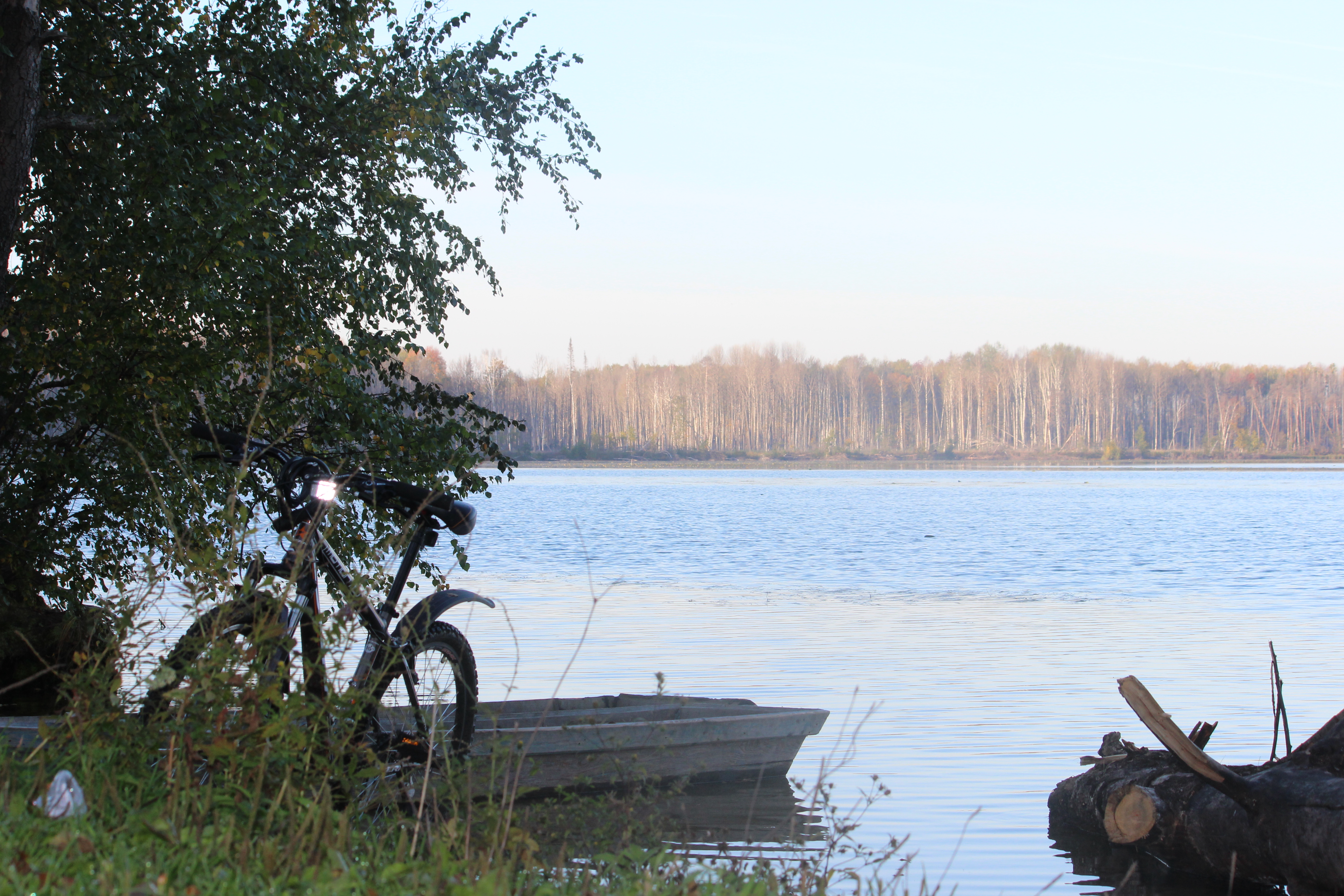

56°35′28″N 46°13′26″E / 56.591°N 46.224°E
基列馬雷區（俄语：Килемарский район），是俄羅斯的一個區，位於該國西部，由馬里埃爾共和國負責管轄，面積3,350平方公里，2010年人口13,604，人口密度每平方公里4.06人。